# صخرة غافيوتين
صخرة غافيوتين (بالإسبانية: Islote Gaviotín) هو تكوين صخري يقع عند قناة لارسن على بعد حوالي 0.25 ميل بحري (0.5 كـم) شمال الجروف الجليدية الساحلية لجزيرة جوينفيل في القارة القطبية الجنوبية وعلى بعد حوالي ميلين بحريين (4 كم) شمال نتوء ساكسوم الصخري الجليدي. يظهر الاسم «صخرة غافيوتين» والذي يعني بالإسبانية «صخرة النورس» على خريطة للحكومة الأرجنتينية تعود لعام 1957.